# 药王山公园
药王山公园，位于西藏自治区拉萨市城关区。

## 简介
药王山公园位于药王山北侧山脚下。公园平面呈三角形，南边与药王山之间为罗布林卡路，西北边为林廓西路，东北边为北京中路。
该公园原来很小。2008年，在原基础上“东改西建”，即改建原来的小公园，并且将小公园西侧的房屋拆迁，拓建为公园的西部。2008年6月底，药王山公园改扩建工程基本完工。经过此次改扩建，药王山公园占地面积达到23600平方米。中干渠的河水通过暗渠引入公园南侧；公园中央是一个大型广场，广场中央立有2008年从北京中路上迁来的高原之宝雕塑。从外地移植的新树种装点全园。经过此次改扩建，公园形成小桥流水、绿树成荫的美景。